# Кальс-ам-Гросглокнер
Кальс-ам-Гросглокнер (нім. Kals am Großglockner) — містечко й громада округу Лієнц в землі Тіроль, Австрія.
Кальс-ам-Гросглокнер лежить на висоті 1324 над рівнем моря і займає площу 180,54 км². Громада налічує 1231 мешканців.
Густота населення 7/км².
Округ Лієнц, до якого належить Кальс-ам-Гросглокнер, називається також Східним Тіролем. Від основної частини землі, Західного Тіролю, його відділяє смуга Південного Тіролю, що належить Італії.
У місті є залізнична станція.
|                                               |
| Кальс-ам-Гросглокнер на мапі округу та землі. |

 Адреса управління громади: Ködnitz 6, 9981 Kals am Großglockner.

## Виноски
1. ↑  Dauersiedlungsraum der Gemeinden Politischen Bezirke und Bundesländer - Gebietsstand 1.1.2018 — Статистичне управління Австрії.
2. ↑  Einwohnerzahl 1.1.2018 nach Gemeinden mit Status, Gebietsstand 1.1.2018 — Статистичне управління Австрії.
3. ↑  www.kals.at. Архів оригіналу за 14 серпня 2007. Процитовано 7 липня 2013.